# Eldon Autokits
Eldon Autokits war ein britischer Hersteller von Automobilen.

## Unternehmensgeschichte
Phil Surridge gründete 1993 das Unternehmen in Tonbridge in der Grafschaft Kent. Er übernahm das Projekt von Racecorp und begann mit der Produktion von Automobilen und Kits. Der Markenname lautete Eldon. 1999 endete die Produktion. Insgesamt entstanden etwa 57 Exemplare.
Razer Sports Cars setzte die Produktion ab 2003 unter eigenem Markennamen fort.

## Fahrzeuge
Das einzige Modell war der Roadster. Die Basis bildete ein Spaceframe-Rohrrahmen. Darauf wurde eine offene zweisitzige Karosserie montiert, die eine Ähnlichkeit zum Lotus Seven aufwies. Verschiedene Motoren von Fiat und Ford sowie Wankelmotoren von Mazda trieben die Fahrzeuge an.